# 土屋 (お笑い芸人)
土屋（つちや、1992年12月10日 - ）は、グレープカンパニーに所属する日本の男性お笑い芸人。お笑いコンビ「孫ダッシュ」（まごダッシュ）のメンバー。本名、土屋 慧（つちや けい）。スクールJCA22期生。2022年12月までプロダクション人力舎に所属していた。

## 来歴
山形県鶴岡市出身。山形県立鶴岡工業高等学校卒業。千葉工業大学を中退後、2013年にスクールJCAに22期生として入学。卒業後は同期の河田祥子と男女コンビ「ブラットピーク」を結成。M-1グランプリに出場し、2016年・2018年大会では3回戦まで進出した。
2019年6月18日、河田の引退に伴い当日付けでコンビを解散、ピン芸人となり本名から「土屋」に改名し活動を開始。
2021年、R-1グランプリに出場し決勝進出を果たす。前回2020年のR-1ぐらんぷりでの1回戦敗退から一転しての決勝進出であった（2022年は2回戦敗退するも、2023年には準々決勝へ進出）。記者会見ではライバルを聞かれた際に、同期であり同じく苗字のみの芸名で活動している吉住を挙げた。
2021年8月1日、同じ山形県出身の吉村和彬（元あがすけ）とユニット「孫だしひやしとがし」を結成し、同年のM-1グランプリに出場。翌年に出場した際には2回戦へと進出した。
2022年12月14日、およそ9年間在籍したプロダクション人力舎を2022年内に退所しフリーになると共に、ユニット「孫だしひやしとがし」を正式にコンビとして活動して行く事を発表した。所属事務所における最後のライブ出演は、12月17日開催の事務所ライブ「どっきん!」である。
2023年1月1日、コンビ名を「孫ダッシュ」に改名しグレープカンパニー所属となった事を発表した。

## 人物
- 趣味はスノーボード（歴8年）、料理（色々な炊き込みご飯を作る）、節約、クレジットカードの雑誌を読む、自転車（都内はほぼ自転車移動）、ワイルド・スピードシリーズ、ボクシング観戦、お酒を呑む事[1][13]。
- 資格は普通自動車免許所持、卓球の審判（検定3級）、フォークリフト（1トン未満）[1]。
- 学生時代は卓球部に入っていた[1]。
- 居酒屋、化粧品会社の雑用、出版社の雑用、カラオケスタッフのアルバイト経験がある[1]。

## 出演

### テレビ
- 有田ジェネレーション（TBS）※ブラットピーク時代
- くりぃむしちゅーのこれこそNo.1（テレビ朝日）[14]
- R-1グランプリ2021 決勝戦（関西テレビ、フジテレビ、2021年3月7日）
- 東京お笑いライブマニア presents「トシちゃんに会いたい」（CSテレ朝チャンネル1、2021年10月27日）[15]

### CM
- サッポロビール キレートレモンサワー「OL高橋メアリージュン vs 超大型新人」編（2019年3月19日 - ）[16][17]

## 賞レースでの戦績

### R-1グランプリ
| 年     | 結果         |
| ------ | ------------ |
| 2017年 | 1回戦敗退    |
| 2018年 | 1回戦敗退    |
| 2019年 | 1回戦敗退    |
| 2020年 | 1回戦敗退    |
| 2021年 | 決勝7位      |
| 2022年 | 2回戦敗退    |
| 2023年 | 準々決勝進出 |